# Lâu đài Oheka
Lâu đài Oheka nằm bên bờ biển vàng Long Island, đối diện cảng Harbor của New York, toà lâu đài hoành tráng này mang đến mọi thứ mà bạn có thể chuẩn bị cho lễ cưới hoàn hảo, quý phái và khó có thể quên được. Nằm trong danh sách những địa điểm lịch sử, những căn phòng của lâu đài đều chứa đựng các vết tích qua năm tháng hình thành đất nước. Đây cũng là điểm đến nghỉ ngơi nổi tiếng với 32 phòng cho thuê, tạo không khí trang trọng, đẳng cấp mà mọi cặp uyên ương đều mong muốn.